# Mama (filme)
Mama é um filme de terror e suspense dirigido por Andy Muschietti baseado em um curta do mesmo diretor. É estrelado por Jessica Chastain e Nikolaj Coster-Waldau, e é produzido por Zandy Federico e co-escrito por Barbara Muschietti, com Guillermo del Toro servindo como produtor executivo.
O filme trata a história de duas garotas abandonadas em uma cabana na floresta, cuidadas por uma entidade desconhecida que elas chamam carinhosamente de "Mama", que, eventualmente, segue-as para sua nova casa após o seu tio recupera-las. Originalmente foi definido para um lançamento em outubro de 2012, foi lançado nos cinemas em 18 de janeiro de 2013.

## Sinopse
Atormentado depois de perder sua fortuna na crise financeira de 2008, o corretor Jeffrey Desange (Nikolaj Coster-Waldau) mata seus parceiros de negócios e sua ex-mulher antes de pegar suas filhas, Victoria, de três anos de idade e Lilly de dois anos. Dirigindo velozmente em uma estrada de neve, Jeffrey perde o controle e o carro desliza para fora da estrada, parando em uma floresta. Sobrevivendo, ele leva as crianças para uma cabana abandonada. Planejando assassinar suas filhas e cometer suicídio em seguida, ele aponta uma arma para a cabeça de Victoria, mas de repente, uma figura sombria o arrasta para longe, suspendendo-o no ar e estrangulando-o. As meninas ficam sozinhas, encolhidas ao pé da lareira acessa, quando uma cereja é atirada para elas pela figura misteriosa.
Cinco anos depois, já dadas como mortas, as meninas são encontradas na floresta por dois caçadores, sem explicarem como sobreviveram sozinhas. Annabel (Jessica Chastain), que toca em uma banda de rock e Lucas (Nikolaj Coster-Waldau), que é o tio das meninas, têm o desafio de criar as duas sobrinhas após serem levadas de volta para a civilização. Com o tempo, coisas estranhas passam a acontecer na casa, com as meninas agindo estranhamente e culpando algo que chama de "Mama". Agora, Lucas e Annabel não sabem se acreditam nas crianças ou se devem temer essa suposta entidade presente em sua casa.

## Elenco
- Jessica Chastain ... Annabel
- Nikolaj Coster-Waldau ... Lucas Kenzo
- Megan Charpentier ... Victoria
- Morgan McGarry ... Jovem Victoria
- Isabelle Nélisse ... Lilly
- Maya Dawe ... Jovem Lilly
- Sierra Dawe ... Lilly Quando muito Nova
- Daniel Kash ... Dr. Dreyfuss
- Javier Botet ... Mama
- Jane Moffat ... Jean Podolski
- Hannah Cheesman ... Mama / Edith Brennan

## Crítica
No Rotten Tomatoes tem uma avaliação favorável de 64/100 da crítica, que diz "Se você gosta dos sustos da velha escola por mais barato, será capaz de superar o script confuso de Mama e os artifícios artificiais".O público deu uma avaliação mista de 55/100.